# Ri Cshunhi
Ri Cshunhi (hangul: 리춘희, handzsa: 李春姬, RR: Ri Chun-hee; dél-koreai stílusban: 이춘희 I Cshunhi; Thongcshon (Tongchon), 1943. június 8. –) észak-koreai nyugalmazott műsorvezető és híradós bemondó. Közismert átszellemült és lelkes beszédeiről, illetve hangtónusáról. 2012. január 24.-én, 41 évnyi munka után jelentette be nyugdíjba vonulását, egy híradás keretében. Ennek ellenére még mindig gyakorta szerepel a képernyőn.
1974-ben ő szerepelt elsőként a Koreai Központi Televízió színes adásában, és ő az, aki 1994-ben beolvasta Kim Ir Szen (Kim Il-sung) észak-koreai elnök halálhírét, illetve 2011. december 19.-én Kim Dzsongil (Kim Jong-il)ét. Ezenkívül az észak-koreai atomkísérletről is ő tájékoztatott, 2006-ban.

## YouTube-hivatkozások
- Ri Cshunhi sírástól küszködve olvassa be Kim Dzsongil halálhírét (2011. december 19.)